# Don’t Say It’s Over
Don’t Say It’s Over – jedenasty album studyjny amerykańskiej piosenkarki jazzowej Randy Crawford, wydany  w  1993 roku przez wytwórnię Warner Bros. Records pod numerem katalogowym 9 45381-2  (USA).

## Spis utworów
| 1.  | "I’m Glad There Is You" (Paul Madeira /Jimmy Dorsey)             | 2:07  |
|     |                                                                  |       |
| 2.  | "Love’s Mystery" (Randy Crawford/Misha Segal)                    | 5:10  |
|     |                                                                  |       |
| 3.  | "Can We Bring It Back" (Mary Unobsky/Randy Crawford/Misha Segal) | 3:57  |
|     |                                                                  |       |
| 4.  | "Keep Me Loving You" (Randy Crawford/Misha Segal)                | 4:02  |
|     |                                                                  |       |
| 5.  | "In My Life" (Randy Crawford/Misha Segal)                        | 6:11  |
|     |                                                                  |       |
| 6.  | "Elusive Boogie" (Randy Crawford/Misha Segal)                    | 4:10  |
|     |                                                                  |       |
| 7.  | "Mad Over You" (Randy Crawford/Misha Segal)                      | 4:26  |
|     |                                                                  |       |
| 8.  | "Why Can’t We Take a Chance" (Randy Crawford/Misha Segal)        | 4:31  |
|     |                                                                  |       |
| 9.  | "Year After Year" (Randy Crawford/Misha Segal)                   | 2:41  |
|     |                                                                  |       |
| 10. | "Don’t Say It’s Over" (Randy Crawford/Misha Segal)               | 5:50  |
|     |                                                                  |       |
|     |                                                                  | 43:05 |
|     |                                                                  |       |

## Pozycje na listach
| Lista 1993        | Pozycja |
| ----------------- | ------- |
| Lista norweska    | 13      |
| Lista szwajcarska | 29      |